# Canon EOS 10D
Canon EOS 10D är en digital systemkamera från Canon som introducerades i mars 2003. Kameran har en upplösning på 6,3 megapixel.
Kameran är en uppföljare till Canon EOS D60. Bland annat har följande har förbättrats:
- kamerahuset är helt gjort i aluminium
- man kan ha 10 gångers förstoring när man granskar tagna kort på LCD-skärmen
- LCD-skärmen är ljusare
- vitbalansen kan väljas i enheten Kelvin
- kameran väljer själv ISO i de automatiska lägena
- nytt autofokussystem med sju punkter
- ny Digic-processor
- tystare slutare och spegel
- stöd för utskrift direkt från kamera till skrivare
- stöd för minneskort större än 2 GB